# توماس هارولد وود
توماس هارولد وود (بالإنجليزية: Thomas Harold Wood)‏ هو سياسي كندي، ولد في 11 يونيو 1889، وتوفي في 26 نوفمبر 1965. حزبياً، نشط في الحزب الليبرالي الكندي. وقد انتخب عضو مجلس الشيوخ الكندي.